# 南総里見八犬伝
『南総里見八犬伝』（なんそうさとみはっけんでん、旧字体：南總里見八犬傳）は、江戸時代後期に曲亭馬琴によって著わされた長編小説、後期読本。里見八犬伝、あるいは単に八犬伝とも呼ばれる。
文化11年（1814年）に刊行が開始され、28年をかけて天保13年（1842年）に完結した、全98巻、106冊の大作である。上田秋成の『雨月物語』などと並んで江戸時代の戯作文芸の代表作であり、日本の長編伝奇小説の古典の一つである。

## 概要

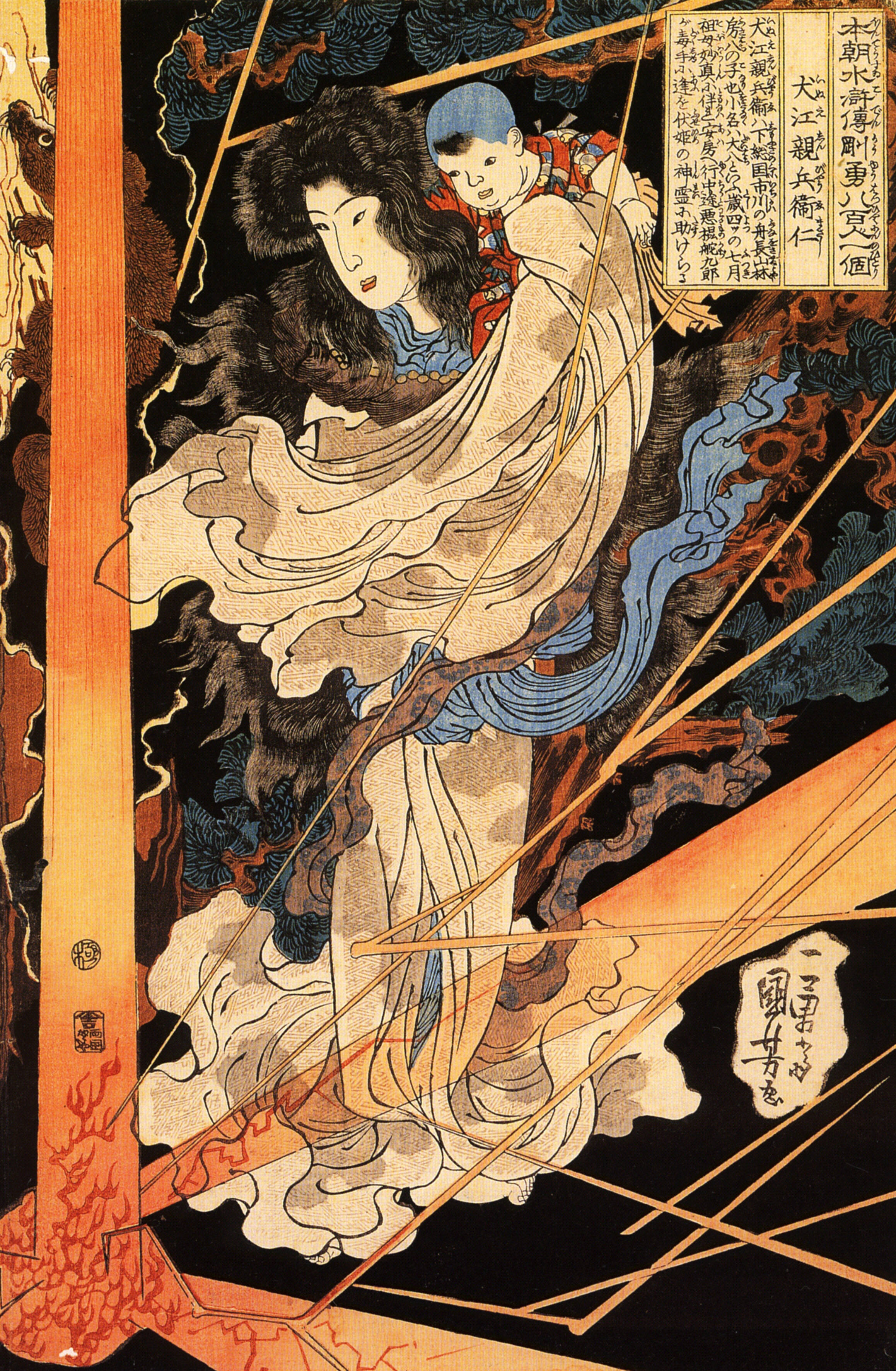
伏姫神と犬江親兵衛。歌川国芳「本朝水滸伝剛勇八百人之一個・犬江親兵衛仁」。

『南総里見八犬伝』は、室町時代後期を舞台に、安房里見家の姫・伏姫と神犬八房の因縁によって結ばれた八人の若者（八犬士）を主人公とする長編伝奇小説である。共通して「犬」の字を含む名字を持つ八犬士は、それぞれに仁・義・礼・智・忠・信・孝・悌の文字のある数珠の玉（仁義八行の玉）を持ち、牡丹の形の痣が身体のどこかにある。関八州の各地で生まれた彼らは、それぞれに辛酸を嘗めながら、因縁に導かれて互いを知り、里見家の下に結集する。
馬琴はこの物語の完成に、48歳から76歳に至るまでの後半生を費やした。その途中失明という困難に遭遇しながらも、息子宗伯の妻であるお路の口述筆記により最終話まで完成させることができた。読本は発行部数も少なく価格も高価であったが、貸本によって多くの人々に読まれており、馬琴自身「吾を知る者はそれただ八犬伝か、吾を知らざる者もそれただ八犬伝か」と述べる人気作品であった。明治に入ると、坪内逍遥が『小説神髄』において、八犬士を「仁義八行の化物にて決して人間とはいひ難かり」と断じ、近代文学が乗り越えるべき旧時代の戯作文学の代表として『八犬伝』を批判しているが、このことは、当時『八犬伝』が持っていた影響力の大きさを示している。逍遥の批判以降『八犬伝』の評価は没落していくが、1970年代から80年代にかけて復権し、映画や漫画、小説、テレビゲームなどの源泉として繰り返し参照されている。
なお、里見氏は実在の大名であるが、「八犬伝で有名な里見氏」と語られることがある。『八犬伝』の持つ伝奇ロマンのイメージは安房地域をはじめとする里見家関連地の観光宣伝に資しているが、史実とフィクションが混同されることもある。

## 構成と出版事情
『南総里見八犬伝』は9輯98巻106冊からなる。刊行初期には5巻＝5冊を1輯にまとめて発刊していたが、最終的には全体の半数以上を「第9輯」が占めるという異様な構成になっている。これは馬琴が陰陽思想における陽の極数である9にこだわったためである。巻数と冊数が一致しないのは、上下分冊にした巻があるためである。
『水滸伝』などに範をとった章回小説の形式をとっており、物語は「回」によって区切られ、回ごとに内容を示す対句の題がついている。通常1冊に2回が収録されている。『八犬伝』の回数は180回と数えられるが、上下回に分かれる回などもあり、「第180回」の数字を持つ回に至っては「第百八十回上」「第百八十回下」「第百八十勝回上」「第百八十勝回中編」「第百八十勝回下編大団円」に5分割されている。
肇輯5冊の刊行は文化11年（1814年）。曲亭馬琴はすでに『椿説弓張月』（文化3年/1806年 - ）、『俊寛僧都島物語』（文化5年/1808年）などを上梓しており、読本作家としての名声を築いていた。
28年間に版元は3回変わった。第5輯までの25冊を山青堂（山崎平八）が出版し、山青堂から版木を譲られた涌泉堂（美濃屋甚三郎）が第6輯を刊行した。しかし涌泉堂は資金繰りに困り、第7輯刊行には文渓堂（丁字屋平兵衛）の助力を得ている。その後、経営に行き詰った涌泉堂が『八犬伝』の版木を上方の版元に売り渡す事態を起こしているが、文渓堂がこれらの版木を買い戻している。第8輯以降、文渓堂が『八犬伝』の刊行を続けて完成に至るとともに、肇輯から第7輯に関しても刷り出している。
執筆中、馬琴は天保4年（1833年）頃から右目の視力が衰え、やがて視力を失った。天保9年（1838年）には左目の視力も衰えはじめ、天保11年（1840年）11月には執筆が不可能になった。このため息子の嫁の路（土岐村路）に口述筆記させて執筆を続けた。馬琴が手探りで記し、路が書き継いだ原稿（第九輯巻四十六＝第177回）が早稲田大学に現存している。なお、漢字をまったく知らない路に偏や旁を教えながら口述筆記した、とされることもあるが、これは馬琴が「回外剰筆」で多分に誇張した（執筆状況そのものを物語化した）苦心談が独り歩きしたものである。早稲田大学蔵の自筆原稿では、路が確かな筆運びの整然とした文字で書き継いでいる。
天保12年8月20日（1841年10月4日）、馬琴は本編（第百八十勝回下編大団円）を完成させた。
| 輯・帙                  | 冊数                      | 回                                     | 版元   | 画工                      | 筆工 （浄書）              | 挿絵彫刻 （剞劂）                        | 出版年             |
| ----------------------- | ------------------------- | -------------------------------------- | ------ | ------------------------- | -------------------------- | ---------------------------------------- | ------------------ |
| 肇輯                    | 5冊（巻之1～巻之5）       | 第1回～第10回                          | 山青堂 | 柳川重信                  | 千形仲道                   | 朝倉伊八郎                               | 文化11年（1814年） |
| 第2輯                   | 5冊（巻之1～巻之5）       | 第11回～第20回                         | 山青堂 | 柳川重信                  | 千形仲道                   | 朝倉伊八郎                               | 文化13年（1816年） |
| 第3輯                   | 5冊（巻之1～巻之5）       | 第21回～第30回                         | 山青堂 | 柳川重信                  | 千形仲道                   | 中村喜作                                 | 文政2年（1819年）  |
| 第4輯                   | 5冊（巻之1～巻之5）       | 第31回～第40回                         | 山青堂 | 柳川重信                  | 千形仲道                   | 中村喜作                                 | 文政3年（1820年）  |
| 第5輯                   | 5冊（巻之1～巻之5）       | 第41回～第50回                         | 山青堂 | 柳川重信 渓斎英泉         | 田中正造                   | 中村喜作 神田庵驥徳                      | 文政6年（1823年）  |
| 第6輯                   | 6冊（巻之1～巻之5下）     | 第51回～第61回                         | 涌泉堂 | 柳川重信 渓斎英泉         | 谷金川 田中正造            | 中村喜作                                 | 文政10年（1827年） |
| 第7輯                   | 7冊（巻之1～巻之7）       | 第62回～第73回                         | 涌泉堂 | 渓斎英泉 柳川重信         | 筑波仙橘 谷金川            |                                          | 天保元年（1830年） |
| 第8輯 上帙              | 5冊（巻之1～巻之4下套）   | 第74回～第82回                         | 文渓堂 | 柳川重信                  | 谷金川                     | 朝倉伊八 横田守 桜木藤吉 原喜知          | 天保3年（1832年）  |
| 第8輯 下帙              | 5冊（巻之5～巻之8下套）   | 第83回～第91回                         | 文渓堂 | 柳川重信                  | 谷金川 墨田仙橘            | 朝倉伊八 横田守 桜木藤吉 原喜知 田中三八 | 天保4年（1833年）  |
| 第9輯 上套              | 6冊（巻之1～巻之6）       | 第92回～第103回                        | 文渓堂 | 柳川重信（二世）          | 谷金川                     | 朝倉伊八 横田守 桜木藤吉                 | 天保6年（1835年）  |
| 第9輯 中套              | 7冊（巻之7～巻之12下）    | 第104回～第115回                       | 文渓堂 | 柳川重信（二世）          | 谷金川 千方道友            | 横田守 桜木藤吉 高木翦樫                 | 天保7年（1836年）  |
| 第9輯 下套上            | 5冊（巻之13之14～巻之18） | 第116回～第125回                       | 文渓堂 | 柳川重信（二世）          | 谷金川                     | 横田守 桜木藤吉 鳥山某                   | 天保8年（1837年）  |
| 第9輯 下套中            | 5冊（巻之19～巻之23）     | 第126回～第135回                       | 文渓堂 | 柳川重信（二世）          | 谷金川                     | 横田守 桜木藤吉 森田某                   | 天保9年（1838年）  |
| 第9輯 下帙之下 甲号     | 5冊（巻之24～巻之28）     | 第136回～第145回                       | 文渓堂 | 柳川重信（二世） 渓斎英泉 | 谷金川 白馬台音成          | 鏤廉吉 森田甲 横田守 常盤園              | 天保10年（1839年） |
| 第9輯 下帙之下 乙号上套 | 5冊（巻之29～巻之32）     | 第146回～第153回                       | 文渓堂 | 柳川重信（二世） 歌川貞秀 | 谷金川                     | 沢金次郎 朝倉伊八 常盤園 鏤近吉          | 天保11年（1840年） |
| 第9輯 下帙之下 乙号中套 | 5冊（巻之33～巻之35下）   | 第154回～第161回                       | 文渓堂 | 歌川貞秀                  | 谷金川                     | 沢金次郎 常盤園                          | 天保11年（1840年） |
| 第9輯 下帙 下編之上     | 5冊（巻之36～巻之40）     | 第162回～第166回                       | 文渓堂 | 柳川重信（二世） 渓斎英泉 | 谷金川                     | 沢金次郎 常盤園 高谷熊五郎               | 天保12年（1841年） |
| 第9輯 下帙 下編之中     | 5冊（巻之41～巻之45）     | 第167回～第176回                       | 文渓堂 | 柳川重信（二世）          | 谷金川                     | 高谷熊五郎 沢金次郎                      | 天保12年（1841年） |
| 第9輯 下帙 下編之下     | 10冊（巻之46～巻之53下）  | 第177回 ～第180勝回下編大団円 回外剰筆 | 文渓堂 | 柳川重信（二世） 渓斎英泉 | 谷金川 亀井金水 対二楼音成 | 高谷熊五郎 沢金次郎 米蔵幸太郎           | 天保13年（1842年） |

『八犬伝』の板木は、3千数百枚に及ぶ。板木は明治維新後に和泉屋吉兵衛・兎屋などの手を経て博文館の所有となった。板木を用いた出版は明治30年まで行われた。
江戸時代には今日的な意味での著作権は作者になく、出版権（板株）は版元の間で取引され、版元は自らが蔵板する本を自由に再摺し、板木の仕立て直しを行ったり、改題を行うこともできた。馬琴は刊行にあたって挿絵や意匠にさまざまな指示を出しているが、これらの指示が反映されたとみなされる初版初摺本が、研究上重視されている。後摺本にも馬琴が関与したものと、馬琴の関知しないものがある。『南総里見八犬伝』という作品の流通・普及の上では、後摺本の果たした役割も大きい。
馬琴の手許にあった『南総里見八犬伝』（手沢本）は国立国会図書館に収蔵されており、馬琴による書き入れも見られる。明治大学所蔵の板本は初摺本がそろったものとして評価が高い。

## 物語の内容
長大な物語の内容は、南総里見家の勃興と伏姫・八房の因縁を説く発端部（伏姫物語）、関八州各地に生まれた八犬士たちの流転と集結の物語（犬士列伝）、里見家に仕えた八犬士が関東管領・滸我公方連合軍（史実世界の古河公方連合軍）との戦争（関東大戦、対管領戦）を戦い大団円へ向かう部分に大きく分けられる。抄訳本では親兵衛の京都物語や管領戦以降が省略されることが多い。
- 物語のより詳しい展開は、南総里見八犬伝の登場人物の各項を参照。

### 発端

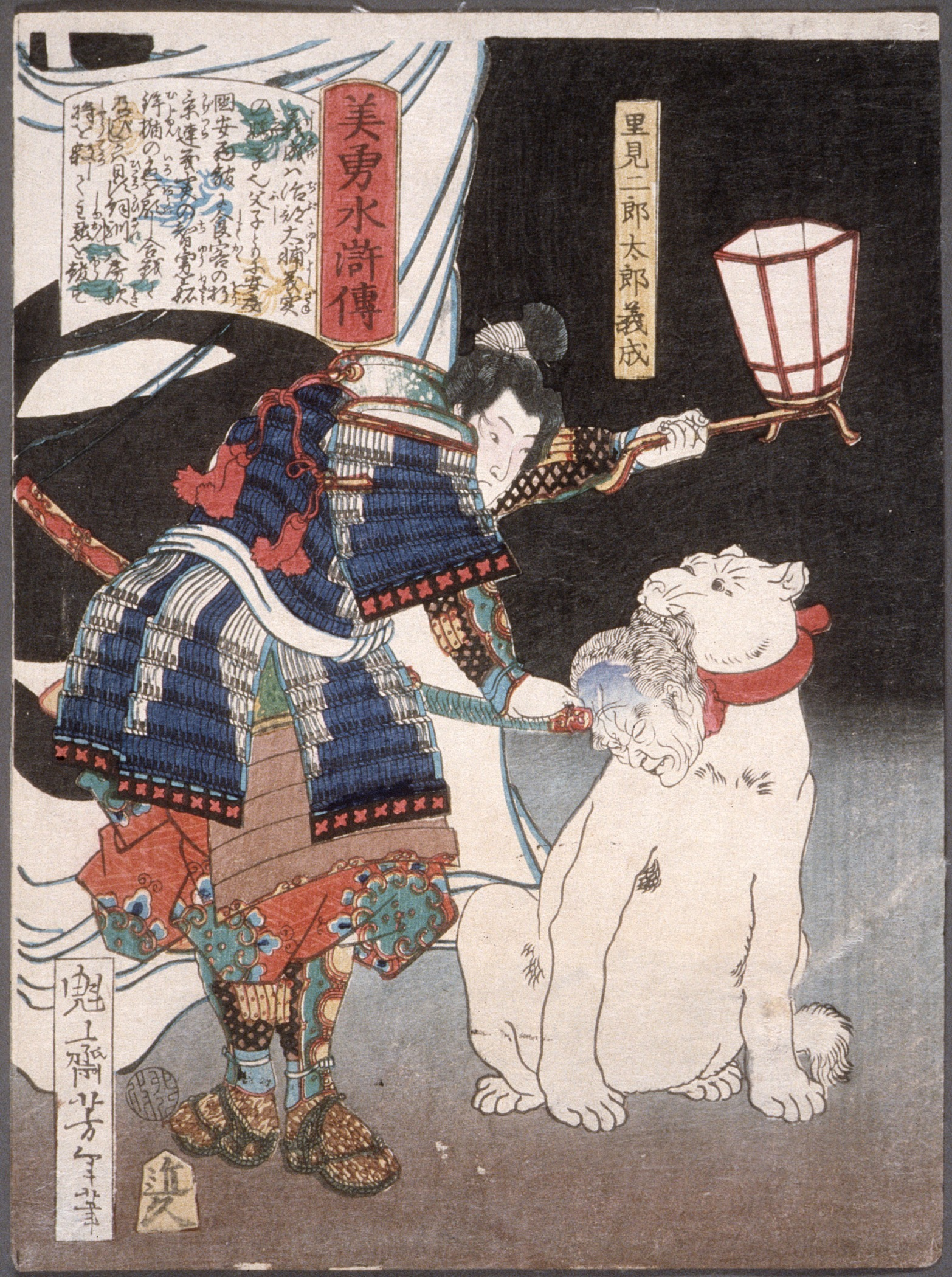
安西景連の首と八房。月岡芳年「美勇水滸傳・里見二郎太郎義成」

嘉吉元年（1441年）、結城合戦で敗れ安房に落ち延びた里見義実は、滝田城主神余光弘を謀殺した逆臣山下定包を、神余旧臣・金碗八郎の協力を得て討つ。義実は定包の妻玉梓の助命を一度は口にするが、八郎に諌められてその言葉を翻す。玉梓は「里見の子孫を畜生道に落とし、煩悩の犬にしてやる」と呪詛の言葉を残して斬首された。
時はくだり長禄元年（1457年）、里見領の飢饉に乗じて隣領館山の安西景連が攻めてきた。落城を目前にした義実は飼犬の八房に「景連の首を取ってきたら娘の伏姫を与える」と戯れを言う。はたして八房は景連の首を持参して戻って来た。八房は他の褒美に目もくれず、義実にあくまでも約束の履行を求め、伏姫は君主が言葉を翻すことの不可を説き、八房を伴って富山に入った。
富山で伏姫は読経の日々を過ごし、八房に肉体の交わりを許さなかった。翌年、伏姫は山中で出会った仙童から、八房が玉梓の呪詛を負っていたこと、読経の功徳によりその怨念は解消されたものの、八房の気を受けて種子を宿したことが告げられる。懐妊を恥じた伏姫は、折りしも富山に入った金碗大輔（八郎の子）・里見義実の前で割腹し、胎内に犬の子がいないことを証した。その傷口から流れ出た白気（白く輝く不思議な光）は姫の数珠を空中に運び、仁義八行の文字が記された八つの大玉を飛散させる。義実は後を追い自害しようとした大輔を止め、大輔は僧体となって、「犬」という字を崩し丶大を名乗り、八方に散った玉を求める旅に出た。時に長禄2年（1458年）秋のことであった。

### 犬士列伝

#### 大塚物語

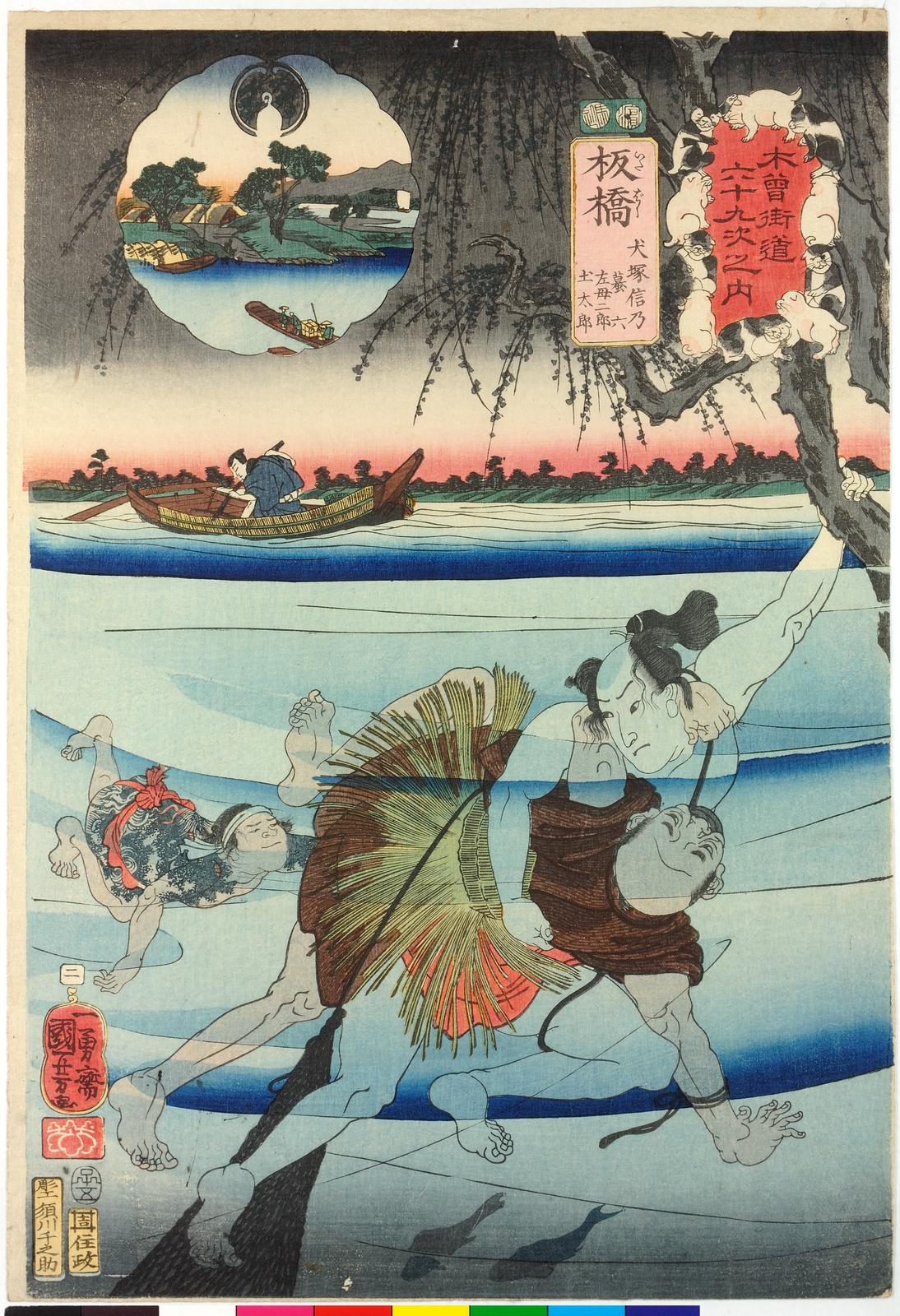
歌川国芳「木曽街道六十九次之内・板橋 犬塚信乃・蟇六・左母次郎・土太郎」（1852年）。蟇六が溺れたふりをして信乃を水中に引き込み、その間に舟の上で左母次郎が村雨をすり替える場面。

物語は再び嘉吉元年（1441年）にさかのぼる。結城合戦に敗れた大塚番作は、鎌倉公方の近習であった父から公方家の宝刀・村雨丸を託されて落ち延び、長い旅の末に故郷の武蔵大塚村に戻った。しかし大塚家の家督と村長の職は、姉の亀篠と蟇六の夫婦に奪われており、番作は姓を犬塚と改めて隠棲した。長禄4年（1460年）、番作と妻の手束の子として生まれたのが犬塚信乃である。
蟇六夫婦は、番作の隠し持つ村雨を奪おうと画策し、信乃の飼い犬・与四郎が管領家からの御教書を破損したと言いがかりをつける。番作は自害することで信乃を救うとともに、再興された公方家（足利成氏）に将来村雨丸を献上することを託す。蟇六夫婦は村人の手前信乃を引き取ることとし、養女浜路の将来の婿とすることにした。蟇六夫婦は下男・額蔵（犬川荘助）を信乃の監視にあてる。しかし、ふとしたきっかけから信乃と荘助は互いが同じ珠と痣を持っている事を知り、義兄弟の契りを結ぶ。二人は表向きは不仲を装いながらともに文武の研鑽に励む。村人の糠助が死に際して珠と痣を持つ息子（犬飼現八のことだがその時点で信乃と荘助は現八という名前を知らない。）がいたことを語ったこと、梅の木に八房の梅の実が生り、仁義八行の文字が浮かび上がったことから、同じ縁に連なる義兄弟の存在を予感する。
文明10年（1478年）、信乃18歳の夏6月、蟇六夫婦は信乃に勧めて古河公方成氏の許に旅立たせる。信乃を亡き者として浜路を陣代の側妾に差し出そうとするたくらみであり、村雨丸は蟇六夫婦の指示で浪人網乾左母二郎が偽物にすりかえていた。信乃を慕う浜路は旅立つ前夜の信乃に情を訴えるも聞き容れられず、信乃は去ってしまう。蟇六夫婦によって婚礼の支度が進められていることに悲観した浜路は縊死を試みたが、浜路を横恋慕する網乾に攫われる。道中の本郷円塚山で、網乾が本物の村雨丸を所持していると知った浜路はこれを取り返そうとし、逆上した網乾によって斬られてしまう。そこに煉馬家旧臣犬山道節（実は浜路の異母兄）が現れ、網乾を殺害する。浜路は本物の村雨丸を信乃に渡すよう道節に頼むが、煉馬家を滅ぼした関東管領扇谷定正に接近して殺害するため村雨丸を利用しようとする道節はこれを拒絶し、浜路は失意の中で息を引き取る。信乃を栗橋まで送った荘助がここに行き合い、道節と斬り合いになるが、道節は火遁の術を使って逃れた。斬り合いの中で二人の持つ珠が入れ替わった。荘助は浜路を葬り、大塚への帰路を急ぐ。

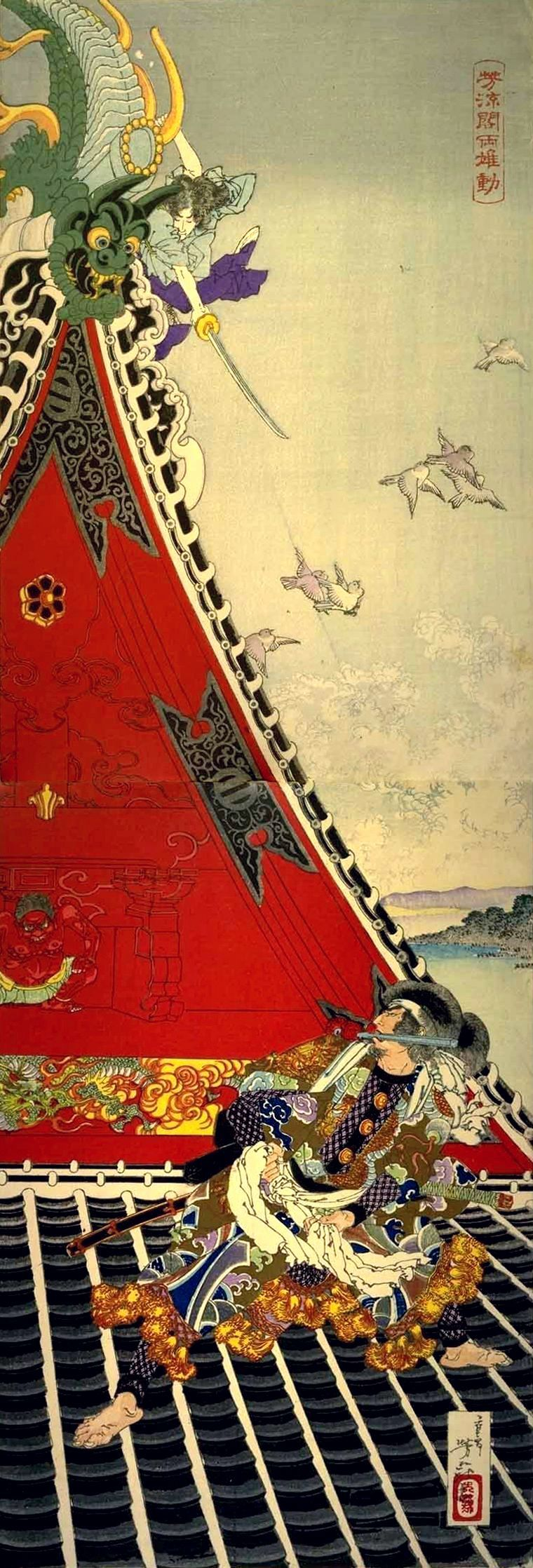
月岡芳年「芳流閣両雄動」

#### 芳流閣の決闘・古那屋の惨劇
信乃は滸我で成氏に謁見したが、村雨丸が贋物であった事から管領方の間者と疑われ襲われる。防戦しながら芳流閣の屋根に追い詰められた信乃を捕らえるべく、投獄されていた捕物の名人犬飼現八が登場するが、二人は組み合ううちに利根川に転落した。下総行徳へと流れついた二人を助けたのは、旅籠・古那屋の主人古那屋文五兵衛と、その子の犬田小文吾であった。しかし古那屋に匿われてまもなく、信乃は破傷風により瀕死の床に就く。また、信乃にかけられた追手によって文五兵衛も拘引されてしまう。
小文吾の妹・沼藺の夫である山林房八は小文吾といさかいを起こしており、沼藺とその幼子大八を実家である古那屋に帰していた。小文吾らの留守中に古那屋に押しかけた山林房八は、お尋ね者になっている信乃を引き渡せと迫り、帰って来た小文吾に斬られる。この中で、兄と夫の間に入った沼藺と大八は房八によって殺傷されてしまう。実はこの惨劇は、房八が自らの家と古那屋との過去の悪因縁（房八の祖父が、小文吾・沼藺の伯父を殺害していた）を清算するために仕組んだものであり、信乃に似ている自らの首と引き換えに古那屋の危機を救おうとしたのであった。結果として信乃は房八夫妻の犠牲で救われることとなった。おりしも古那屋に居合わせた丶大によって、里見家の伏姫の物語が語られ、珠を持つ犬士たちがその縁に連なることが告げられる。また、死んだと思われた大八が息を吹き返して珠と痣を示し、大八もまた犬士の一人であることが明らかになる。大八は丶大によって犬江親兵衛の名を定められた。
房八の首で文五兵衛を釈放させつつ、密かに房八・沼藺夫婦を埋葬して惨劇の始末をつけた信乃・小文吾・現八は、荘助を迎えるため大塚へ向かう。一方、丶大・文五兵衛・妙真（房八の母）らは親兵衛を伴って安房に向かうが、途中で丶大一行は暴漢に襲われ、親兵衛は神隠しに遭う。

#### 五犬士会同・荒芽山の離散
これよりさき、大塚では蟇六夫妻が浜路と陣代の婚礼を開こうとしたが、浜路が失踪した（網乾によって拉致されていた）ために、激怒した陣代らに殺された。その場に帰り着いた荘助は陣代らによって襲われるが、これを返り討ちにする。しかし、荘助は領主によって捕えられ、主人殺しの罪が着せられて死罪とされた。行徳から神宮河原までやって来た三犬士は船頭の姨雪世四郎（実は犬山道節の郎党）からこのことを聞き、情報を集めて荘助を救うことを計画。まさに荘助の処刑が行われようとする刑場を破り、荘助を救出する。追手をかけられた四犬士の危地を救ったのは、世四郎とその子力二・尺八であった。四犬士は、世四郎の言葉に従い、世四郎とゆかりのある音音が暮らす上野国荒芽山に向かった。
四犬士は途中、犬山道節が管領扇谷定正に仇討ちを仕掛けた騒ぎに巻き込まれながら、音音（実は道節の乳母、力二・尺八の母）が嫁たち（曳手・単節）と暮らす荒芽山の家にたどり着く。道節・世四郎もそれぞれここに合流する。珠の因縁を知った道節は村雨丸を信乃に返し、邪法である火遁の術を捨てて犬士の群れに加わる。しかしそこへ巨田助友率いる管領家の軍勢が襲撃し、犬士たちは離散を余儀なくされる。文明10年（1478年）7月7日のことであった。

#### 対牛楼の仇討ち
荒芽山から武蔵国に逃れた小文吾は、宿を貸した旅人を襲っていた盗賊の並四郎を返り討ちにする。並四郎の妻・船虫は小文吾に謝礼として尺八（実は領主である千葉家の重宝であった名笛・嵐山）を渡したが、これは罠であった。船虫は石浜城主・千葉家の眼代に小文吾を盗人として突き出すが、尺八をいぶかしんだ小文吾がひそかに返していたために罠は不発に終わる。小文吾は千葉家の家老・馬加大記に引き合わされるが、実は大記こそがかつて船虫夫婦に嵐山を盗ませた黒幕であった。大記は小文吾の才覚を見抜き、自らの主家への謀反に加担するよう持ちかけるが断られる。小文吾は警戒した大記によって城内に軟禁される。抑留はそのまま1年近く続いたが、その間に小文吾は老僕の口から、かつて大記が千葉家の重臣粟飯原胤度を排除して権力を掌握するために行った策謀の話を聞く。寛正6年（1465年）、大記は同僚の籠山逸東太に胤度を殺させ、逸東太も千葉家にいられないよう仕向けた上、粟飯原一族を子女に至るまで皆殺しにしたのであった。
石浜城下に女田楽師が連れ立って訪れたが、そのうちの一人である美貌の旦開野を大記は留め置いた。旦開野は大記が小文吾に送り込んだ暗殺者を仕留めて小文吾と語らい、いずれは夫婦となる約束を交わす。実は旦開野は男であり、粟飯原胤度の遺児・犬坂毛野であった。文明11年（1479年）5月、毛野は仇と狙う馬加大記を城内の楼閣「対牛楼」で討ち果たす。正体を明かした毛野と小文吾は混乱に乗じて城を脱出するが、2人は川を渡ろうと試みるうちに離れ離れとなる。

#### 庚申山の妖猫退治
荒芽山の離散後、諸国を巡った現八は、文明12年（1480年）9月に下野国網苧を訪れ、庚申山山中に住まう妖猫の話を聞く。期せずして庚申山に分け入った現八は妖猫と遭遇し、弓をもって妖猫の左目を射る。現八が山頂の岩窟で会った亡霊は赤岩一角を名乗り、自らを殺した妖猫が「赤岩一角」に成り代わっていることを語り、妖猫を父と信じて疑わない実子の犬村角太郎（犬村大角。母方親族の犬村家に養われた）に真実を伝えるよう依頼する。また、一角は大角が現八と同じ因縁に連なることも告げる。山を降りた現八は、麓の返璧の里に大角の草庵を訪う。大角の妻である雛衣の腹は懐妊の模様を示しており、身に覚えのない大角は不義を疑って雛衣を離縁、自らは返璧の庵に蟄居していたのであった。
偽赤岩一角（実は妖猫）は、後妻に納まっていた船虫とともに大角を訪れ、雛衣を復縁させた。これは偽一角が目の治療のために孕み子の肝とその母の心臓とを要求するためのものであった。大角は孝心に迫られて窮したが、夫を救い自らの潔白を明かすために雛衣は割腹する。その腹中からは珠が飛び出して偽一角を撃った。以前雛衣が病となった際、大角は珠をひたした水を飲ませたのだが、雛衣は珠を誤飲してまい、その後懐妊と見られる様子が現れたのであった。大角は現八とともに正体を現した妖猫を退治した。大角は妻の喪に服し、家財を処分して、文明13年（1481年）2月に現八とともに犬士として故郷から旅立つ。

#### 甲斐物語
荒芽山の離散後、諸国を巡った信乃は、文明13年（1481年）10月に甲斐国を訪れた。信乃はここで武田家家臣の泡雪奈四郎に鉄砲で誤射されてトラブルとなり、仲裁に入った猿石村村長・四六城木工作の家に逗留することになる。降雪によって逗留は長引くが、木工作の家には浜路という名前の養女がいた。ある夜、この浜路に大塚村の浜路の霊が乗り移り、信乃に想いを伝える出来事があった。木工作の後妻である夏引らがその場に踏み込んで騒動となるが、信乃と語らった木工作はさまざまな因縁に感じ入り、浜路を信乃に嫁がせることを考える。
夏引は泡雪奈四郎と不倫の仲にあり、浜路を疎ましく思っていた。木工作は奈四郎の許を訪ねて口論となり、逆上した奈四郎は木工作を撃ち殺す。夏引と奈四郎はその罪を信乃にかぶせようと石禾の指月院で謀議をめぐらす。武田家の眼代によって信乃は村長殺しの疑いで捕縛され、浜路も同道させられた。
実は、眼代は犬山道節が変装していたものであった。指月院は故あって丶大が住持を務めることになり、そこにたまたま荘助・道節らが立ち寄ったことから犬士の捜索拠点になっていた（この時は道節が近辺の、荘助が遠方の探索に当たっていた）。夏引と奈四郎の謀議は小坊主に立ち聞きされ、信乃や浜路のことも知られたのであった。道節の後にやって来た本物の眼代も偽装工作の不審に気づいて夏引らは拘引され、奈四郎は逃亡したが悪行の報いを受けることになる。
指月院で丶大はまた、浜路は実は里見家の姫（義実から家督を譲られた里見義成の五女）で、幼少時に大鷲に攫われた浜路姫であったということを伝える。道節・信乃は安房へ向かう浜路姫を隅田川まで送って別れ、残る犬士を探す旅に出る。

#### 越後物語

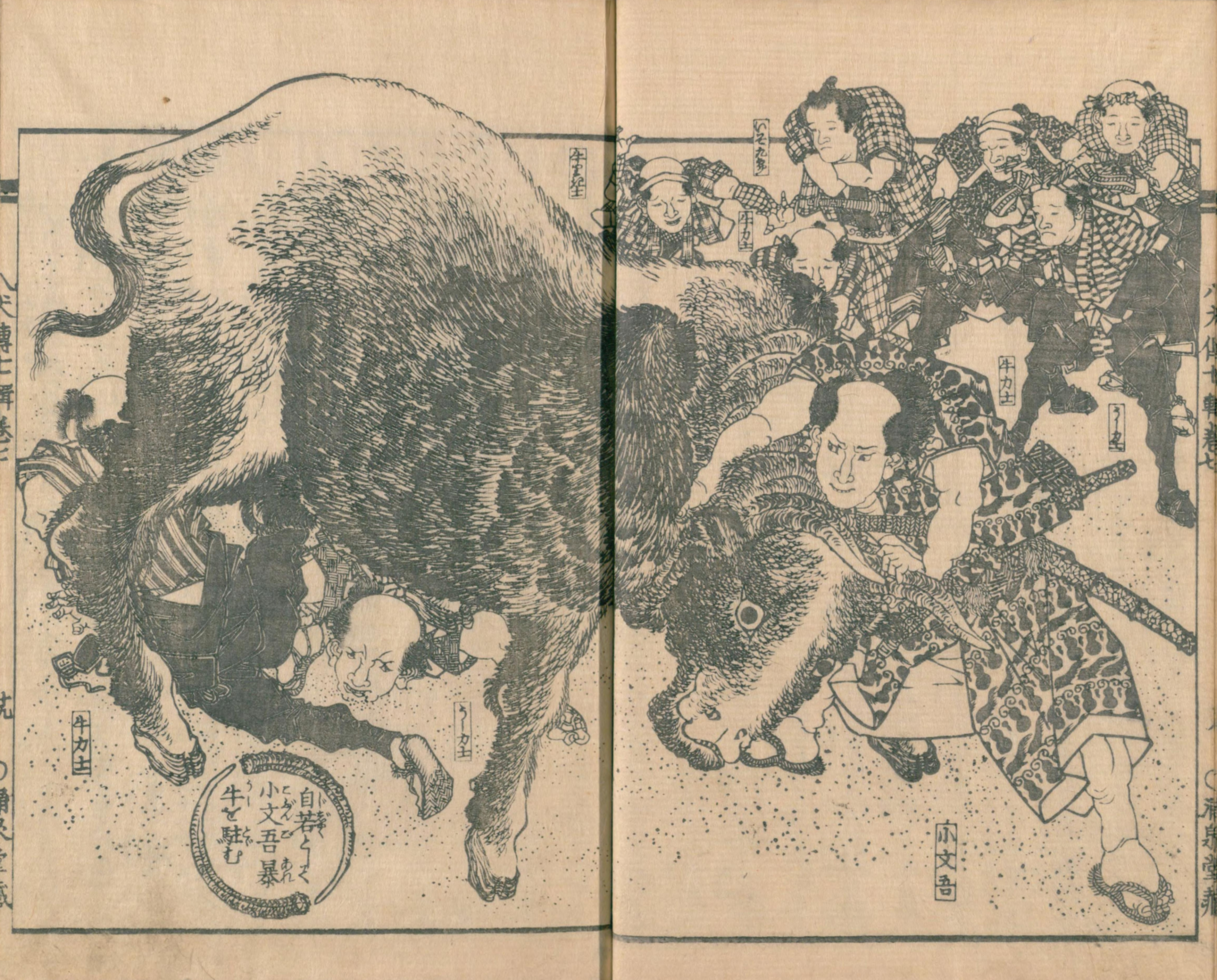
『南総里見八犬伝』第七輯巻之七（文政13年（1830年）刊）内の挿絵「自若として小文吾暴牛を駐む」（柳川重宣画）

文明14年（1482年）3月、越後国小千谷を訪れた小文吾は、石亀屋次団太の好意によって逗留する。この地の山賊・酒顛二の妻になっていた船虫はこのことを知り、按摩に変装して目を病んだ小文吾を襲撃するが、珠の奇瑞によって救われる。船虫は町人に捕らえられ「神慮任し」という放置の刑を受けるが、おりしも小千谷にやって来た荘助はそのことを知らずに船虫を助けてしまう。酒顛二の砦に案内された荘助は、かれらが賊であることを知って退治する。
荘助と小文吾は再会するが、二人はこの地を治める長尾景春の母・箙大刀自に捕らえられ、危うく処刑されそうになる。荘助の父に恩義のある長尾家家臣・稲戸津衛の助けによって危機を脱した二人は、石禾に向かう途中の信濃路で、乞食姿に身をやつした毛野と邂逅する。この時、毛野が持っていた「落葉」の刀をめぐって荘助と毛野が斬り合うが（それぞれが父にゆかりの刀と考え、実際双方に関係があった）、後から追いついた小文吾が仲裁に入った。二人は毛野に里見家との縁を伝えるが、毛野はもうひとりの仇・籠山逸東太への復讐を誓っており、宿に漢詩を書き残して姿を消した。

#### 鈴茂林の仇討ち
文明14年（1482年）9月、現八と大角、信乃と道節の四犬士は、武蔵国穂北荘で邂逅する。氷垣残三が率いる穂北荘は、結城合戦の残党や豊島家の遺臣など、管領家を快く思わない郷士たちの自治の里であった。当初は盗賊と間違えられるという出会い方をした犬士たちと穂北荘であるが、残三の娘である聡明な重戸の判断や伏姫神の加護もあって誤解は解け、犬士たちはこの地を新たな拠点とすることになる。現八と大角はいったん指月院に行き、荘助・小文吾と合流することになった。
そのころ毛野は物四郎と名乗り湯島天神で放下師となっていた。文明15年（1483年）1月20日、扇谷定正夫人蟹目前の猿を救ったことから、毛野は蟹目前および扇谷家の忠臣・河鯉守如の知遇を得る。力量を見定められた毛野は、蟹目前と河鯉守如から奸臣・竜山免太夫の殺害を依頼される。竜山免太夫こそは、毛野の仇・籠山逸東太であった。翌日小田原北条家に使節として派遣される籠山を襲撃する計画が立てられるが、これを立ち聞きした道節は毛野の仇討ちに乗じ、穂北郷士たちとともに挙兵することを計画する。その夜、六犬士は司馬浜に結集するが、この場所は船虫が辻君をしながら強盗殺人を行う場所であった。犬士たちとさまざまな悪因縁を持つこの悪女は、出陣の門出として牛の角で誅戮された。
1月21日、鈴茂林で毛野が籠山を討って本懐を遂げたころ、信乃は扇谷家の本城である五十子城を攻め落とし、道節は出陣した定正の軍勢を打ち破る。戦場に駆けつけた河鯉孝嗣（守如の子）から、蟹目前と河鯉守如が自害したことを聞かされた犬士たちは、毛野と道節らが通謀していたわけではないことを説明して兵を退いた。
指月院を後任の住持に引き渡した丶大は、下総結城で結城合戦戦死者の大法要を行うこととした。七犬士たちは結城に向かう。

### 親兵衛再登場以後

#### 蟇田素藤の乱・八犬具足

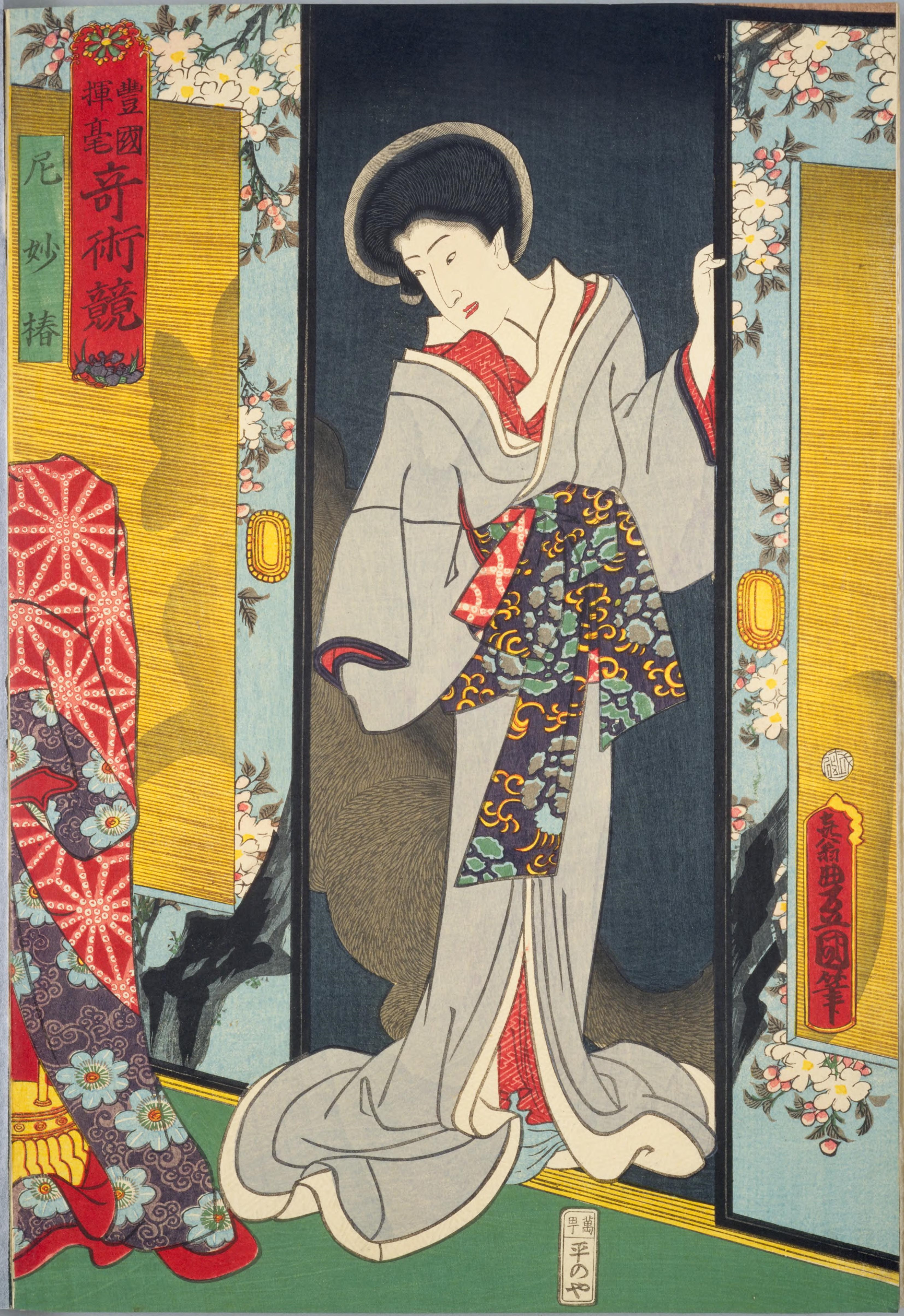
三代目歌川豊国『豊国揮毫奇術競』より「尼妙椿」

里見家に従属していた上総館山城主蟇田素藤は、盗賊の倅から幸運に恵まれて一城の主に成り上がった人物である。八百比丘尼妙椿の幻術によって、浜路姫の姿を見た素藤は、浜路姫に恋慕して婚姻を願うも、義成に断られる。妙椿の助力を得た素藤は、文明15年（1483年）1月、里見家の嫡男・義通を人質にとり、里見家に反旗を翻した。里見の軍勢は人質と妖術に悩まされ、館山城を攻めあぐねた。2月、富山を訪れた老侯里見義実は刺客に襲われたが、このとき犬江親兵衛と名乗る大童子が現れて危難を救う。親兵衛の「神隠し」は伏姫神によるもので（このことは「神隠し」時の挿絵で読者には示唆されている）、犬江親兵衛は伏姫神の庇護下に置かれ、実年齢以上の成長を遂げていたのであった。また、荒芽山で行方不明となった音音・世四郎夫婦らも富山に導かれていた。親兵衛は速やかに素藤の乱を鎮定する。
ひとたびは助命され追放された素藤であったが、妙椿とともに再乱の機をうかがう。3月に妙椿は幻術によって、親兵衛が浜路姫と密通しているという疑いを義成に持たせることに成功した。義成は親兵衛を結城に向かわせ、また珠からも引き離してしまう（ただし、親兵衛の珠は自ら親兵衛の許に戻る）。親兵衛がいない里見家の領国では、素藤と妙椿が上総館山城を奪取した。
親兵衛は不忍池のほとりで、扇谷家の奸臣たちの讒言に遭った河鯉孝嗣が処刑されようとするところに遭遇する。孝嗣の危難を救ったのは、河鯉家に恩義を持つ政木狐であった。孝嗣は名を政木大全と改めて里見家に仕えることとする。義成は幻術により親兵衛を疑ったことを覚る。誤解が解かれた親兵衛は上総館山に赴き、4月13日に素藤を討った。退治された妙椿が現した本体は、玉梓の怨念の宿った狸であった。
一方結城では、悪僧徳用と一部の結城家重臣が法要の妨害を図った。七犬士は協力して襲撃者と戦い、素藤の再乱を鎮定して駆けつけた親兵衛も合流し、ここに八犬士は集結する。文明15年（1483年）4月16日のことであった。結城家が介入して事態は収拾される。犬士たちはともに安房に赴き、里見家に仕えることとなった。

#### 親兵衛の京都物語
八犬士の結集を見た里見義実であったが、丶大が出家したことで金碗氏が絶えることを惜しみ、八犬士の姓（氏・本姓参照）を金碗に改めることを提案、改姓許可を得るため朝廷に使節を派遣することとする。使者に選ばれたのが犬江親兵衛で、文明15年（1483年）7月に京都に向け出発し、8月に入京して朝廷から許可を得た。しかし、美貌の親兵衛は管領細河政元に気に入られて抑留されてしまう。親兵衛は「京の五虎」と称される武芸の達人たちや、結城を追われ京都に戻っていた悪僧徳用（父は細河家の執事）との試合を行い、大いに武勇を示した。10月、巨勢金岡の描いた画の虎が抜け出て京都を騒がす事件が発生する。11月、虎を退治した親兵衛は、褒賞として帰国を認めることを細河政元に認めさせ、安房への帰国の途に就く。

#### 関東大戦
文明15年（1483年）冬、犬士たちを恨む扇谷定正は、山内顕定・足利成氏らと語らい、里見討伐の連合軍を起こした。里見家は犬士たちを行徳口・国府台・洲崎沖の三方面の防禦使として派遣し、水陸で合戦が行われた。京都から帰還した親兵衛や、行方不明になっていた政木大全も参陣し、里見軍は各地で大勝利を収め、諸将を捕虜とした。
文明16年（1484年）4月、朝廷から停戦の勅使が訪れて和議が結ばれ、里見家は占領した諸城を返還した。信乃は、捕虜となっていた成氏に村雨丸を献上し、父子三代の宿願を遂げた。

#### 大団円
八犬士は里見義成の八人の姫と結婚し、城を与えられ重臣となる。時は流れ、犬士たちの痣や珠の文字は消え、奇瑞も失われた。丶大は安房の四周に配する仏像の眼として犬士たちに数珠玉を返上させる。
里見家第三代当主の義通が没すると、高齢になった犬士たちは子供に家督を譲り富山に籠った。彼らは仙人となったことが示唆される。里見家もやがて道を失って戦乱に明け暮れ、十代で滅ぶことになる。

### 回外剰筆
原典には、馬琴による小説仕立ての「あとがき」が置かれている。里見家の事跡を尋ねる廻国の頭陀（僧侶）との会話という形式で、馬琴が用いた参考史料の開示、里見氏の史実（当時の軍記物にもとづく）や安房の地理の解説がなされている。このほか、著者の失明の事実が読者に明かされ、筆記者お路との労苦が語られるとともに、お路への慰労の言葉が書かれている。

## 作中の用語

### 物品
八つの霊玉
仙翁（行者の翁）から伏姫に譲られた水晶の数珠。108つの玉の内の8つの大玉で、「仁義礼智忠信孝悌」と現れていたが、八房が伏姫を恋い慕うようになってからは「如是畜生発菩提心」の8文字がひとつずつ浮かぶようになった。伏姫の自害に伴って数珠が飛散する際にそれぞれの玉の文字が「仁・義・礼・智・忠・信・孝・悌」と変わったものである。残りの100個の小玉は繋ぎなおされて、丶大法師が数珠として常に携帯している。八犬士同士の距離が近づくと感応しあってその存在を教え、肉体的な傷や病気の治癒を早める力を持っている。
元は儒教で説かれる5つの徳目、五常（五徳とも言われる）に忠・孝・悌を足した教えが元となっている。
村雨（村雨丸）
鎌倉公方足利家に伝わる宝刀で、殺気をもって抜き放てば刀身から水気が立ち上る。八犬伝世界ではその特徴とともに広く知れ渡った刀である。結城落城の際、公方家の近習であった大塚匠作から一子・番作に託され、番作はその死に際して子の犬塚信乃にこの刀を滸我公方成氏に献上することを託した。

### 地名

#### 安房国
安房国は里見氏の領国で、平群郡・安房郡・朝夷郡・長狭郡の4郡で構成される。『八犬伝』では発端部の舞台であり、物語の後半でも犬江親兵衛の再登場、八犬士の結集と里見家への仕官によって舞台となる。『八犬伝』の発端部は、軍記物に記された「里見義実の安房入国伝説」（後述）を土台に作られている。
富山（とやま）
安房随一の高峰として描かれる八犬伝世界の聖地。発端、伏姫はこの山で自害し、大団円で犬士たちはこの山に消えた。
実在する富山（南房総市）は「とみさん」と読み、標高349メートルの山である。
館山城（たてやまじょう）
『八犬伝』では発端で安西景連の居城として、大団円では犬江親兵衛に与えられる城として登場する。諸書でもしばしば混同されるが、蟇田素藤が居城とした「館山城」は上総国にあり、安西氏の旧城とは別である。
実際の館山城（館山市）には、史実の里見氏が戦国時代末に本拠を移した。現在、模擬天守は館山市立博物館分館となっている。

#### 武蔵国
八犬伝の物語の多くは武蔵国、とくに江戸の近郊で展開する。本作に江戸城は登場しないが、これは江戸幕府に対する遠慮とされる。
五十子城（いさらごじょう）
『八犬伝』に登場する架空の城。扇谷定正の本城である。作中の地理描写から、武蔵国荏原郡伊皿子付近に位置するとされている。犬塚信乃に攻め落とされ、関東大戦でも占領された。城の名は伏姫の母五十子（いさらご）と同字・同音である。
室町時代中期の関東地方には五十子城という城が実在したが、所在地はまったく異なり（埼玉県本庄市）、「いかこ（いかっこ、いかつこ、いらこ）じょう」と読む。史実の五十子城は山内上杉氏が足利成氏に対抗して築城したもので、上杉顕定に反旗を翻した長尾景春がこの城を攻め落とした五十子の戦い（1477年）は、関東地方の戦国史の画期のひとつである。
穂北（ほきた）
『八犬伝』に登場する架空の荘園。氷垣残三ら、結城合戦の参加者や豊島家の残党が、周辺の2郷（梅田・柳原）とともに自治的な支配をおこなっており、管領扇谷定正に戦いを挑む八犬士が拠点とした。
梅田・柳原と隣接するという地理的描写から、保木間（東京都足立区）に比定される。

#### 下総国
国府台（こうのだい）
下総国府台。八犬伝では関東大戦の際に合戦が行われた。
史実では、里見氏と北条氏の間でおよそ前後2度にわたる国府台合戦が行われ、いずれも里見方が敗れている。

#### 上総国
館山城（たてやまじょう）
『八犬伝』に登場する架空の城。蟇田素藤の居城で、二度にわたる叛乱の舞台となった。上総国夷隅郡の「殿台」にあり、上総広常の館のあとと設定されている。

#### 上野国
荒芽山（あらめやま）
『八犬伝』に登場する架空の山。上野国に位置する。音音の庵があり、五犬士の会同と離散の舞台となった。
地理的描写から荒船山に比定される。

#### 甲斐国
甲斐国は武田氏（武田信昌）の領国である。作中、犬塚信乃と後の浜路（浜路姫）をめぐる物語が展開する。
馬琴は自身が甲斐を訪れた記録は無いものの兄の興旨が甲府勤番として赴任しており、他作品や随筆などでもしばしば甲斐に関する事情が記される事があり、随筆の中で興旨書簡からヒントを得ている事が記されていることから、興旨を通じて甲斐国に関する知識を得ていたと考えられている。
石禾（いさわ）
石禾は史実世界の石和（現在の笛吹市石和町）で、戦国時代に甲府へ移転される以前の甲斐守護武田氏の居館所在地であった。八犬伝作中でも武田氏の本拠として描かれる。物語中盤では丶大が当地の寺「指月院」の住職となり、犬士探索の拠点となっていた。

### 事件

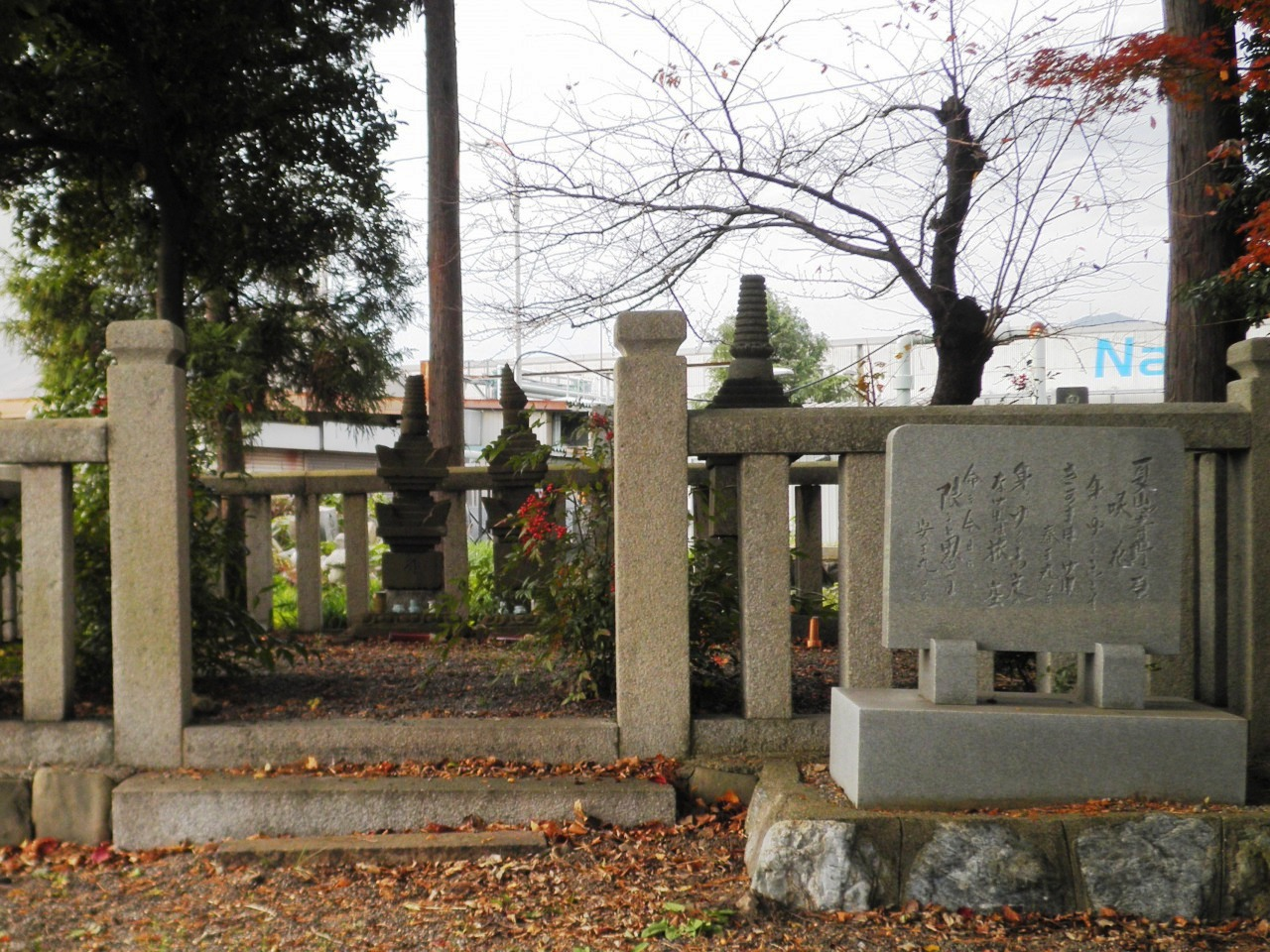
春王・安王の墓（岐阜県不破郡垂井町）

結城合戦
『八犬伝』冒頭に配されている合戦。永享10年（1438年）の永享の乱で滅ぼされた鎌倉公方足利持氏の遺児・春王丸と安王丸を奉じた関東の諸将が、永享12年（1440年）結城氏朝の居城結城城に拠って室町幕府に叛旗を翻した。翌嘉吉元年（1441年）4月16日、結城方は敗れ、捕らえられた春王丸と安王丸も京都に連行される途中の5月16日、将軍足利義教の命により美濃国垂井宿の金蓮寺で殺害されたというのが史実である。
『八犬伝』においては、永享11年（1439年）春頃から「籠城三年に及ぶ」戦いとなっている。里見季基・義実親子、大塚匠作・番作親子が結城方で参戦しており、結城城の落城は南総に落ち延びて勢力を築く里見家の物語と、鎌倉公方家の名刀村雨丸を預かる大塚家の物語の発端となる。登場人物ではほかに穂北の氷垣残三が結城方の参戦者であり、名のみ登場する井丹三（犬塚信乃の外祖父）、下河辺為清（浜路姫の外祖父）などもやはり結城方で討死をしている。一方で幕府軍総大将を務める関東管領上杉清方（作中では触れられていないが、史実では上杉顕定の祖父にあたる）以下、上杉家は幕府軍側で登場する。八犬士結集の場になったのは、結城合戦の死者を弔う結城での法要の場であった。
春王と安王（両公達）が金蓮寺で処刑されるのは史実に沿っているが、『八犬伝』作中においては両公達奪還の機を窺い幕府軍にまぎれていた大塚匠作・番作親子が、それぞれ刑場に乱入して両公達の首の奪取を図った。両公達（および殺害された匠作）の首は大塚番作によって刑場から奪取され、吉蘇（木曽）の御坂峠付近の井家の菩提寺である拈華庵（ここで匠作は、妻となる手束と邂逅した）にある、井丹三夫妻の墓の傍らに葬られた。『八犬伝』結末部（第180回上）では、対管領戦和睦後の文明16年（1484年）、丶大・蜑崎照文とともに上洛した八犬士たちが帰途金蓮寺を訪問し、おりしも奇瑞によって導かれた人々の手によってもたらされた両公達と匠作の三つの髑髏を改葬して法要を行う物語がある。作中の設定によれば、金蓮寺に現存する春王・安王の墓石はこの時に作られたものである。
里見義実の安房入国
『八犬伝』発端部は、江戸時代に里見氏関連の軍記物に書かれた、「里見義実の安房入国伝説」と呼ばれる説話を題材としている。『 里見代々記』『 里見九代記』『里見軍記』といった軍記物は、里見家旧臣であった山田遠江介が寛永8年（1631年）に著し、書写によって広まっていったとされる。
軍記物によれば、安房国は鎌倉時代以来、平群郡（平郡）の安西氏、安房郡の神余氏、朝夷郡の丸氏、長狭郡の東条氏（これら4氏は『吾妻鏡』などの歴史書や記録類にも登場している）がそれぞれの郡を支配してきた。室町時代後期、神余景貞に仕えていた山下定兼が主君を討って所領を奪い、安房郡を山下郡と改めるなどしたために国内が混乱した。おりしも、里見義実は木曽氏元・堀内貞行という2人の家臣（両名は『八犬伝』にも登場する）を伴って結城合戦から安房国白浜に落ち延びていたが、混乱していた安房一国を平定した、というのが「伝説」の骨子である。
『八犬伝』作中では、神余景貞が神余光弘、山下定兼が山下定包とされ、安房郡を山下郡に改めたエピソードは、滝田を玉下に改めたという話に利用している。ただし軍記物とは勢力配置や平定の経緯が異なっており、『八犬伝』では神余氏（東条氏の一族とされている）が平群郡・長狭郡を治め、安西景連が安房郡を治めている。軍記物では東条攻略で義実の安房平定が完成するが、『八犬伝』では東条攻略から平定が始まる。また軍記物では里見氏に降って協力する安西氏が、『八犬伝』ではしばらく義実と安房国を二分して並立し、敵対する。
関東大戦（対管領戦）
『八犬伝』における架空の合戦。作中の文明15年（1483年）冬、関東管領（扇谷定正・山内顕定）・滸我公方（足利成氏）・三浦義同・千葉自胤の連合軍と里見家による戦争。行徳口・国府台・洲崎沖の三ヶ所を戦場とするこの戦争の総称は原典中にはないが、研究者によって「関東大戦」「対（関東）管領戦」などと名づけられている。
合戦の描写は『三国志演義』や『水滸伝』『戦国策』などを下敷きにしている。内田魯庵は対管領戦の描写について、軍記物としての精彩を欠くと酷評しているが、雄大な規模で物語を展開し巨篇の幕引きとする上で無用ではないと評価しており、また戦後の物語（第九輯巻四十九（第179回下）以下）については因縁因果の解決を与えるものとして高く評価している。

### 概念
名詮自性
名はそのものの本性をあらわすという意。仏教用語「名詮自性」を援用したものである。
主要人物の名には、物語世界においてあらかじめ定められた宿命に関わるものがあり、その名の意味が解き明かされることで因果が成就したことを証明する。たとえば、伏姫の「伏」は「人にして犬に従う」意をあらわし、親兵衛の両親である房八・沼藺（ぬい）夫婦の名は「八房・いぬ」を転倒させたものである。
役行者（えんのぎょうじゃ）
役行者は江戸時代の文芸作品で多用された一種の神格である。役行者ゆかりの養老寺に参拝した伏姫一行の前に示現し、伏姫に仁義八行の数珠を授けた。高田衛によれば、一言主を使役する役行者は「言の咎」を掌り、里見義実が玉梓に対する助命の約束を翻したところから生じた因果を掌ることを象徴する。
如是畜生発菩提心（にょぜちくしょうほつぼだいしん）
伏姫の数珠に「仁義礼智忠信孝悌」に代わって浮き出た文字。八房に取り憑いた玉梓の浄霊とともに文字は元に戻る。のち、蟇田素藤の乱（第二次）で、親兵衛の仁玉に撃たれた妙椿（実は妖狸）の屍骸の背にこの文字が現れた。

## 南総里見八犬伝を題材にした作品

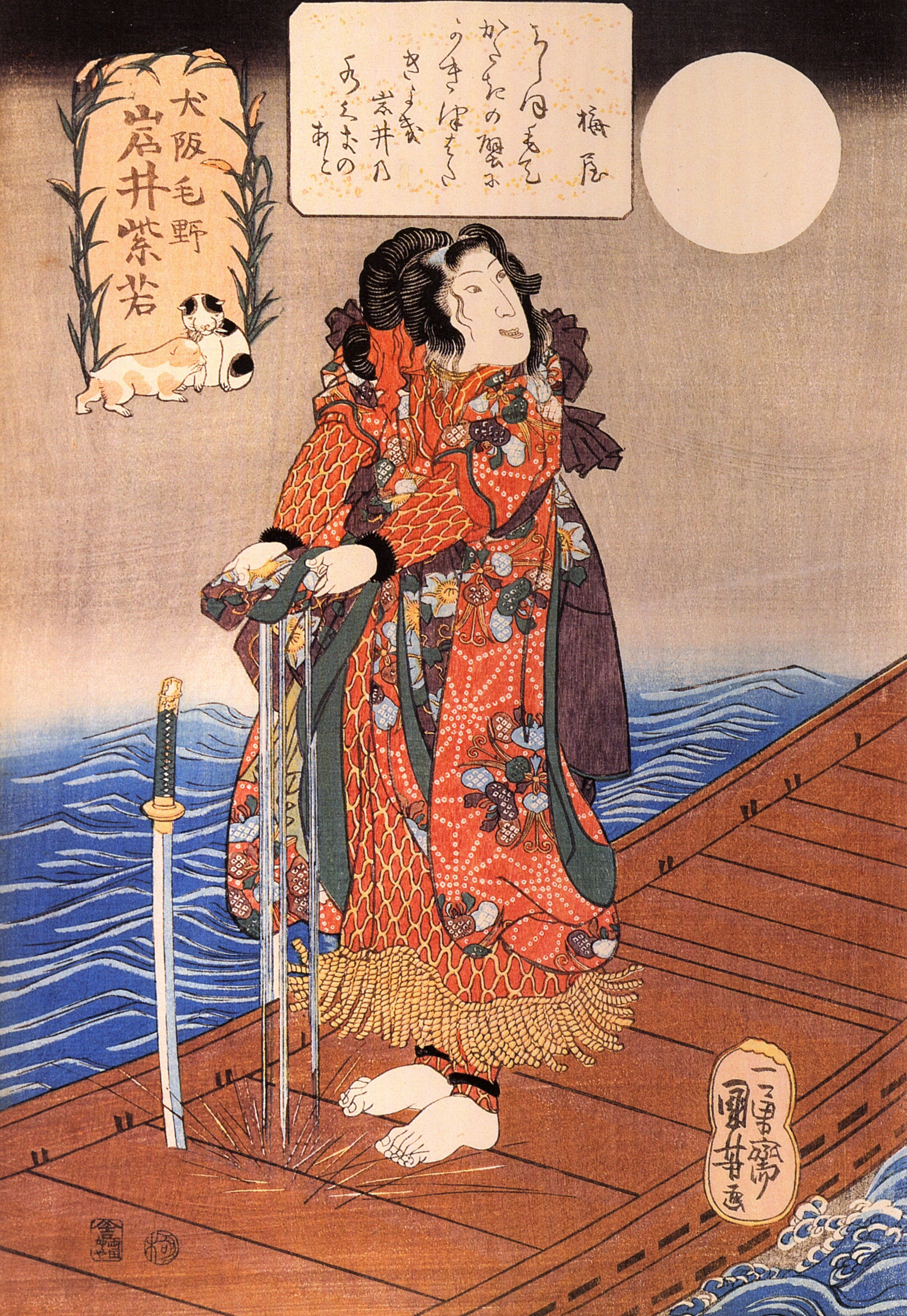
歌川国芳「犬阪毛野・岩井紫若」

### 小説

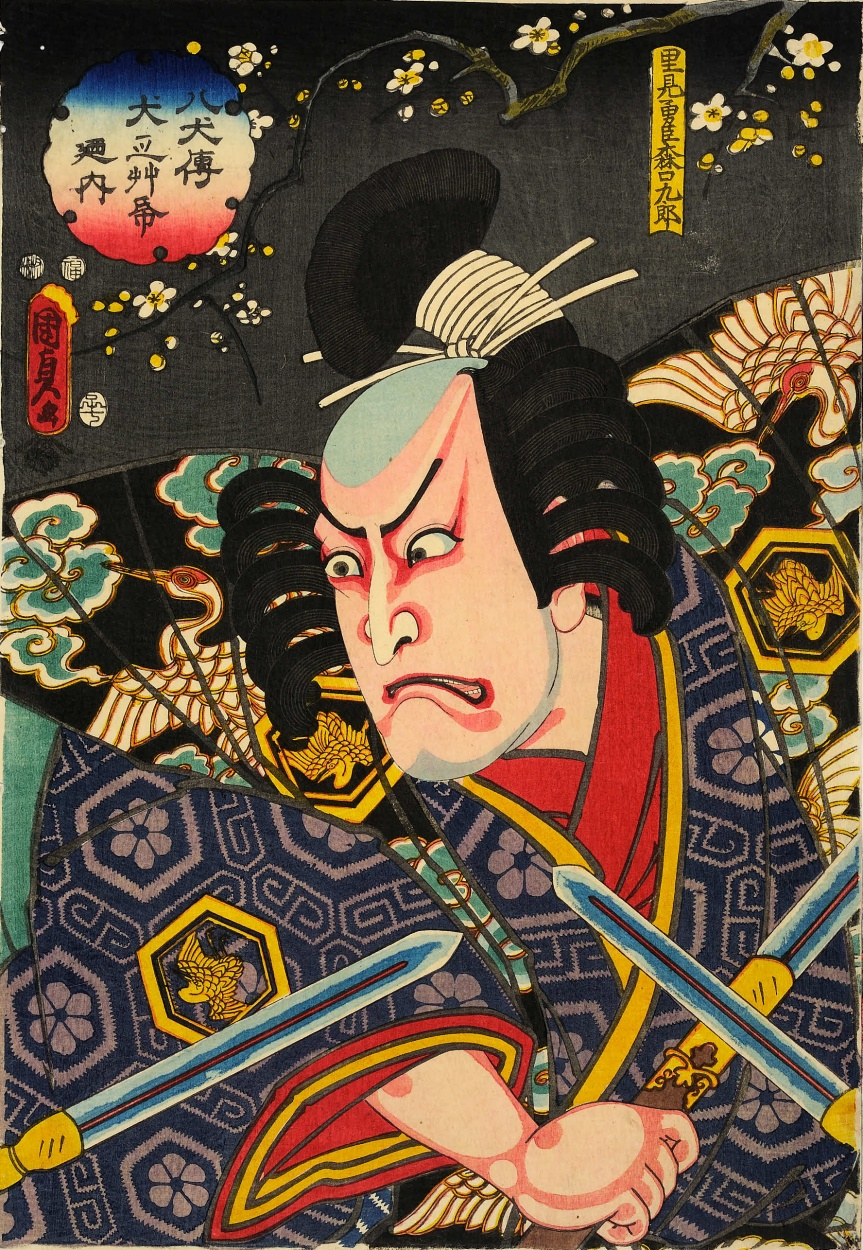
2代目歌川国貞「八犬伝犬之草紙之内・里見勇臣森口九郎」。八犬伝のアレンジ版である『犬の草紙』をもとにした歌舞伎の役者絵。中村玉助（3代目中村歌右衛門）演じる「森口九郎」は原典の堀内貞行にあたる。

### 映画

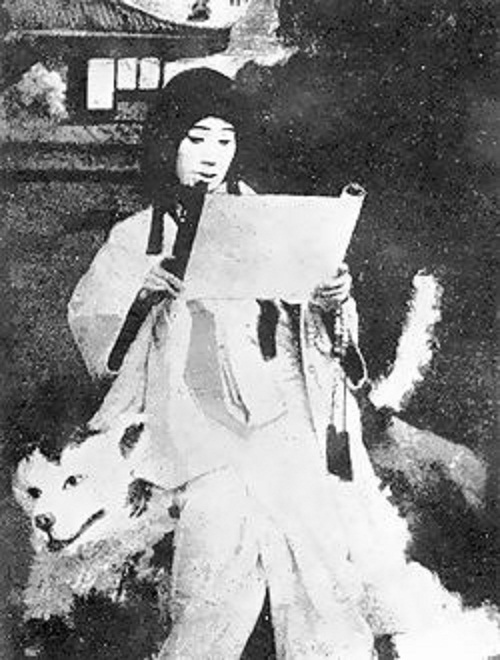
1913年の映画『八犬伝』。女形映画俳優の立花貞二郎。

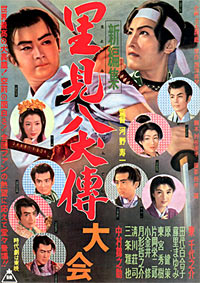
1954年の映画『里見八犬伝』（東映）ポスター

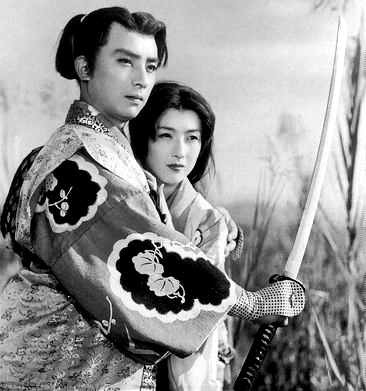
1954年の映画『里見八犬伝』（東映）。東千代之介と千原しのぶ

### 施設・名所

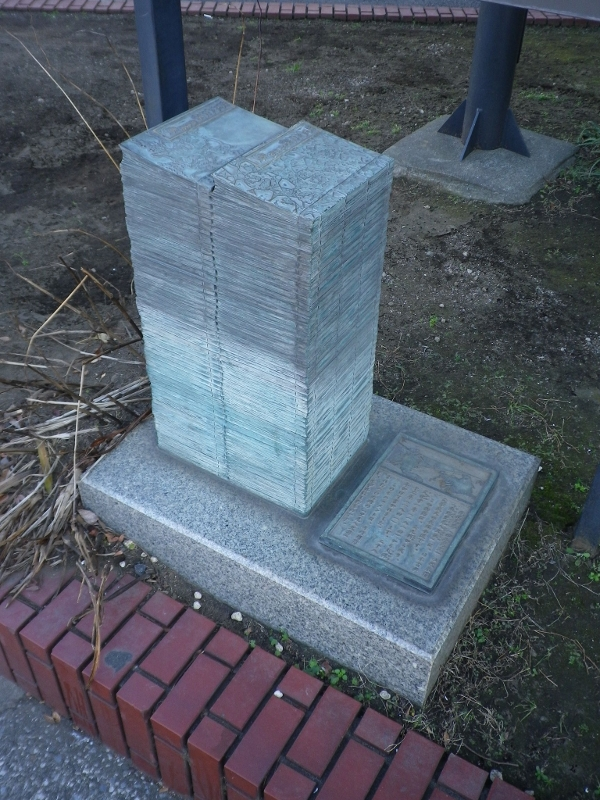
「滝沢馬琴誕生の地」モニュメント（東京都江東区）